# Sarcophaga gadiriana
Sarcophaga gadiriana är en tvåvingeart som beskrevs av Andy Z. Lehrer 1996. Sarcophaga gadiriana ingår i släktet Sarcophaga och familjen köttflugor. Inga underarter finns listade i Catalogue of Life.